# Боначич, Мирко
Мирко Боначич (хорв. Mirko Bonačić; 9 марта 1903 или 19 марта 1903, Сплит — 18 октября 1989, Сплит) — югославский футболист, игравший на позиции нападающего. Известен выступлениями за клуб «Хайдук», а также национальную сборную Югославии. Чемпион Югославии. Старший брат футболиста Антуна Боначича.

## Клубная карьера
Дебютировал в официальном матче в составе клуба «Хайдук» 5 марта 1921 года в матче чемпионата Сплита против «Бораца» (4:0), отметился забитым голом. Выступал в команде до 1930 года. Был одним из ведущих игроков клуба вместе с другими футболистами которые в течение многих лет составляли костяк команды. Многократный чемпион футбольной ассоциации Сплита.
В 1927 году выиграл с командой первый титул чемпиона Югославии. В быстром турнире для шести участников «Хайдук» на два очка опередил белградский БСК. Сыграл во всех пяти матчах чемпионата и забил один гол. По завершении сезона чемпион получил возможность сыграть в новом международном турнире для ведущих клубов Центральной Европы — Кубке Митропы. В первом раунде соревнований «Хайдук» дважды уступил венскому «Рапиду» (1:8, 0:1), а Мирко стал автором единственного гола своей команды в турнире.
Дважды был серебряным призёром чемпионата Югославии в 1924 и 1928 годах. В матчах ещё одного чемпионского для «Хайдука» сезона 1929 года Боначич не играл. На то время Мирко мало выступал в составе команды, потому что не мог совмещать футбол с основной работой. Когда в январе 1931 года футболист не сумел найти время на поездку с «Хайдуком» в турне по Южной Америке, он решил окончательно уйти из команды.
Всего в составе «Хайдука» Мирко сыграл в 1921—1930 годах 203 матча и забил 157 мячей. Среди них 18 матчей и 5 голов в чемпионате Югославии, 22 матча и 48 голов в чемпионате Сплита, 2 матча и 1 гол в Кубке Митропы, 6 матчей и 1 гол в Кубке югославской федерации, 155 матчей и 102 голы в других турнирах и товарищеских играх.

## Выступления за сборную
В 1924 году дебютировал в официальных матчах в составе национальной сборной Югославии в игре против сборной Чехословакии (0:2). Это был уникальный матч, в котором за сборную сыграли 10 игроков «Хайдука», только вратарь Драгутин Фридрих представлял загребский ХАШК (ведущим вратарем «Хайдука» в то время был итальянец Отмар Гаццари). В 1928 году стал участником Олимпийских игр в Амстердаме. Югославская сборная уступила со счетом 1:2 Португалии, а Мирко стал автором единственного гола. В общей сложности сыграл за сборную лишь 6 матчей и забил 3 гола. В те времена югославская сборная проводила сравнительно небольшое количество матчей, а в её состав чаще вызывали представителей Загреба и Белграда, чем игроков из провинциальных клубов.
Выступал в составе сборной Сплита. В частности, в 1924 и 1925 годах в составе сборной города становился серебряным призёром Кубка короля Александра, турнира для сборных крупнейших городов Югославии.

## Достижения
- Чемпион Югославии: 1927
- Серебряный призёр чемпионата Югославии: 1924, 1928
- Чемпион футбольной ассоциации Сплита: 1920-21, 1921-22, 1923-24, 1924-25, 1926 (в), 1926 (а), 1927 (в), 1927 (о);
- Лучший бомбардир чемпионата Сплита: 1924-25 (18 мячей)
- Серебряный призёр Кубка короля Александра: 1924, 1925

## Статистика выступлений
| Клуб             | Сезон            | Чемпионат Югославии | Чемпионат Югославии | Чемпионат Сплита | Чемпионат Сплита | Кубок Югославии | Кубок Югославии | Кубок Митропы | Кубок Митропы | Итого | Итого |
| Клуб             | Сезон            | Игры                | Голы                | Игры             | Голы             | Игры            | Голы            | Игры          | Голы          | Игры  | Голы  |
| ---------------- | ---------------- | ------------------- | ------------------- | ---------------- | ---------------- | --------------- | --------------- | ------------- | ------------- | ----- | ----- |
| Хайдук (Сплит)   | 1920/21          | -                   | -                   | 1                | 1                | -               | -               | -             | -             | 1     | 1     |
| Хайдук (Сплит)   | 1921/22          | -                   | -                   | 6                | 6                | -               | -               | -             | -             | 6     | 6     |
| Хайдук (Сплит)   | 1922/23          | -                   | -                   | 0                | 0                | -               | -               | -             | -             | 0     | 0     |
| Хайдук (Сплит)   | 1923/24          | 1                   | 0                   | 5                | 9                | 0               | 0               | -             | -             | 6     | 9     |
| Хайдук (Сплит)   | 1924/25          | 4                   | 2                   | 5                | 18               | 3               | 1               | -             | -             | 12    | 21    |
| Хайдук (Сплит)   | 1925             | 1                   | 1                   | -                | -                | 3               | 0               | -             | -             | 4     | 1     |
| Хайдук (Сплит)   | 1926             | 2                   | 0                   | 3                | 8                | 0               | 0               | -             | -             | 5     | 8     |
| Хайдук (Сплит)   | 1927             | 5                   | 1                   | 2                | 6                | 0               | 0               | 2             | 1             | 9     | 8     |
| Хайдук (Сплит)   | 1928             | 5                   | 1                   | 0                | 0                | -               | -               | 0             | 0             | 5     | 1     |
| Всего за карьеру | Всего за карьеру | 18                  | 5                   | 22               | 48               | 6               | 1               | 2             | 1             | 48    | 55    |